# Euforia
Euforia (gr. eu – dobrze, phero – trzymać się) – stan wyjątkowo dobrego samopoczucia z tendencją do śmiechu, radości, płytkiej wesołości i dowcipkowania, doznawany czasami nawet pomimo rzeczywistych niedomagań organizmu. Długotrwały stan euforii jest przeważnie objawem choroby psychicznej. Krótkie stany euforii mogą pojawiać się u osób zdrowych wskutek aktywności seksualnej, odniesienia sukcesu, pod wpływem alkoholu oraz niektórych narkotyków, np. MDMA. Mówi się też o euforii biegacza oraz euforii wysokościowej.